# باشگاه فوتبال کیپ‌تاون سیتی
باشگاه فوتبال کیپ‌تاون سیتی (انگلیسی: Cape Town City F.C.) یک باشگاه فوتبال است که در سال ۲۰۱۶ در کیپ‌تاون آفریقای جنوبی تأسیس شده است و در حال حاضر در لیگ برتر فوتبال آفریقای جنوبی حضور دارد.
کیپ‌تاون در مدت کمی پس از تأسیس در همان سال ۲۰۱۶ قهرمان جام تلکام و در سال ۲۰۱۸ قهرمان جام ام‌تی‌ان در آفریقای جنوبی شد. این تیم همچنین یک مقام سومی و یک مقامی پنجمی در لیگ برتر فوتبال آفریقای جنوبی دارد.